# Lazer Helmets

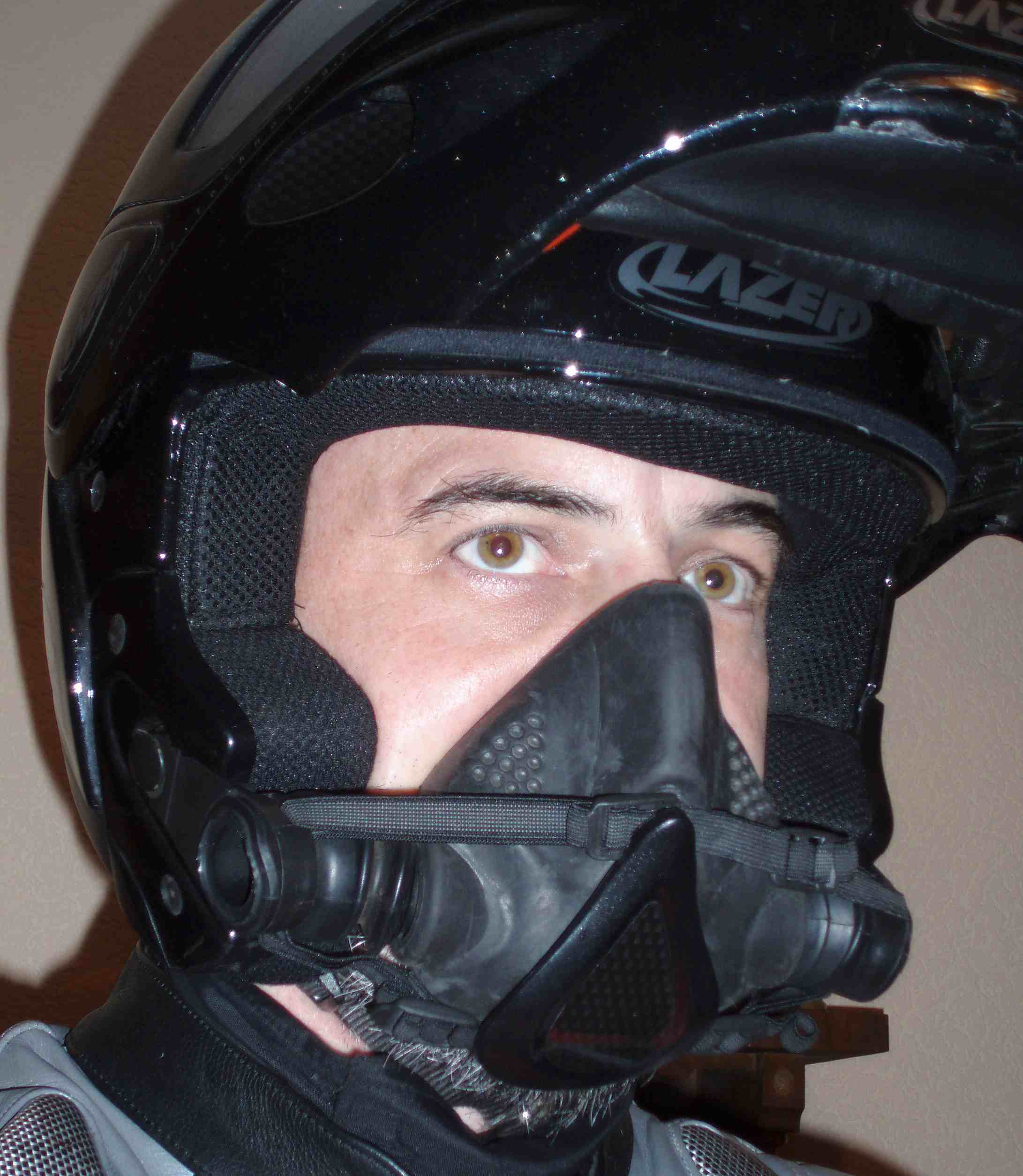
Klapphelm Lazer Revolution mit Atemmaske

Lazer Helmets ist ein belgischer Hersteller von Motorrad-, Fahrrad- und anderen Schutzhelmen. Das Unternehmen wurde 1919 gegründet und hat seinen Firmensitz in Nivelles. Lazer produziert als einziger Hersteller ein selbsttönendes photochromatisches Visier.
Der Vertrieb von Lazer-Produkten in Deutschland läuft über die Cima - Lazer UG.